# أدريانا دورن
أدريانا دورن (بالإسبانية: Adriana Dorn)‏ هي عارضة نيكاراغوية، ولدت في 30 ديسمبر 1986 في ماناغوا في نيكاراغوا.

## وصلات خارجية
- الموقع الرسمي
- أدريانا دورن على موقع IMDb (الإنجليزية)